# Jeffrey Greenwood
Jeffrey John Greenwood –conocido como Jeff Greenwood– (Hartford, 15 de mayo de 1975) es un deportista estadounidense que compitió en snowboard. Ganó una medalla de oro en el Campeonato Mundial de Snowboard de 1996, en la prueba de eslalon gigante.

## Medallero internacional
| Campeonato Mundial | Campeonato Mundial | Campeonato Mundial | Campeonato Mundial |
| Año                | Lugar              | Medalla            | Competición        |
| ------------------ | ------------------ | ------------------ | ------------------ |
| 1996               | Lienz (Austria)    | Medalla de oro     | Eslalon gigante    |